# پرپره (ناحیه سمیلی)
پرپره (به چکی: Přepeře) یک منطقهٔ مسکونی در جمهوری چک است که در ناحیه سمیلی واقع شده‌است. پرپره ۸۷۲ نفر جمعیت دارد و ۲۴۵ متر بالاتر از سطح دریا واقع شده‌است.